# Khaleel Abduljanan
Khaleel Abduljanan (né le 10 avril 1983) est un coureur cycliste qatarien.

## Palmarès
- 2004
  - 2e du championnat du Qatar sur route
- 2007
  - 3e du championnat arabe des clubs sur route
- 2021
  - 3e du championnat du Qatar sur route

## Classements mondiaux
| Année         | 2008 |
| ------------- | ---- |
| UCI Asia Tour | 192e |